# San Vicente Centenario
San Vicente Centenario is een gemeente (gemeentecode 1625) in het departement Santa Bárbara in Honduras.
Het dorp ligt aan de rivier Ulúa. In 1815 had er een overstroming plaatsgevonden in een dorp dat Tencoa heette. Ook daarna waren er veel epidemieën plaats. Enkele van de bewoners trokken hierop naar dit gebied, waarna zij dit dorp stichtten. Het was onderdeel van de gemeente Santa Bárbara tot het in 1922 een zelfstandige gemeente werd.
Het dorp heette eerst San Vicente de Los Limones ("Sint-Vincent van de Limoenen"). Toen de gemeente zelfstandig werd, werd de naam veranderd in San Vicente Centenario ("Sint-Vincent van de Honderdjarige"), omdat Honduras een jaar eerder honderd jaar onafhankelijkheid had gevierd.

## Bevolking
De bevolking is als volgt verdeeld:
| Vrouwen | 1730 | 48,1% |
| Mannen  | 1868 | 51,9% |

## Dorpen
De gemeente bestaat uit één dorp (aldea): San Vicente Centenario  (code 162501).